# Thomas Riss
Thomas Riss (auch Riß; * 4. Dezember 1871 in Haslach, Gemeinde Stams; † 27. Oktober 1959 in Innsbruck) war ein österreichischer Maler.

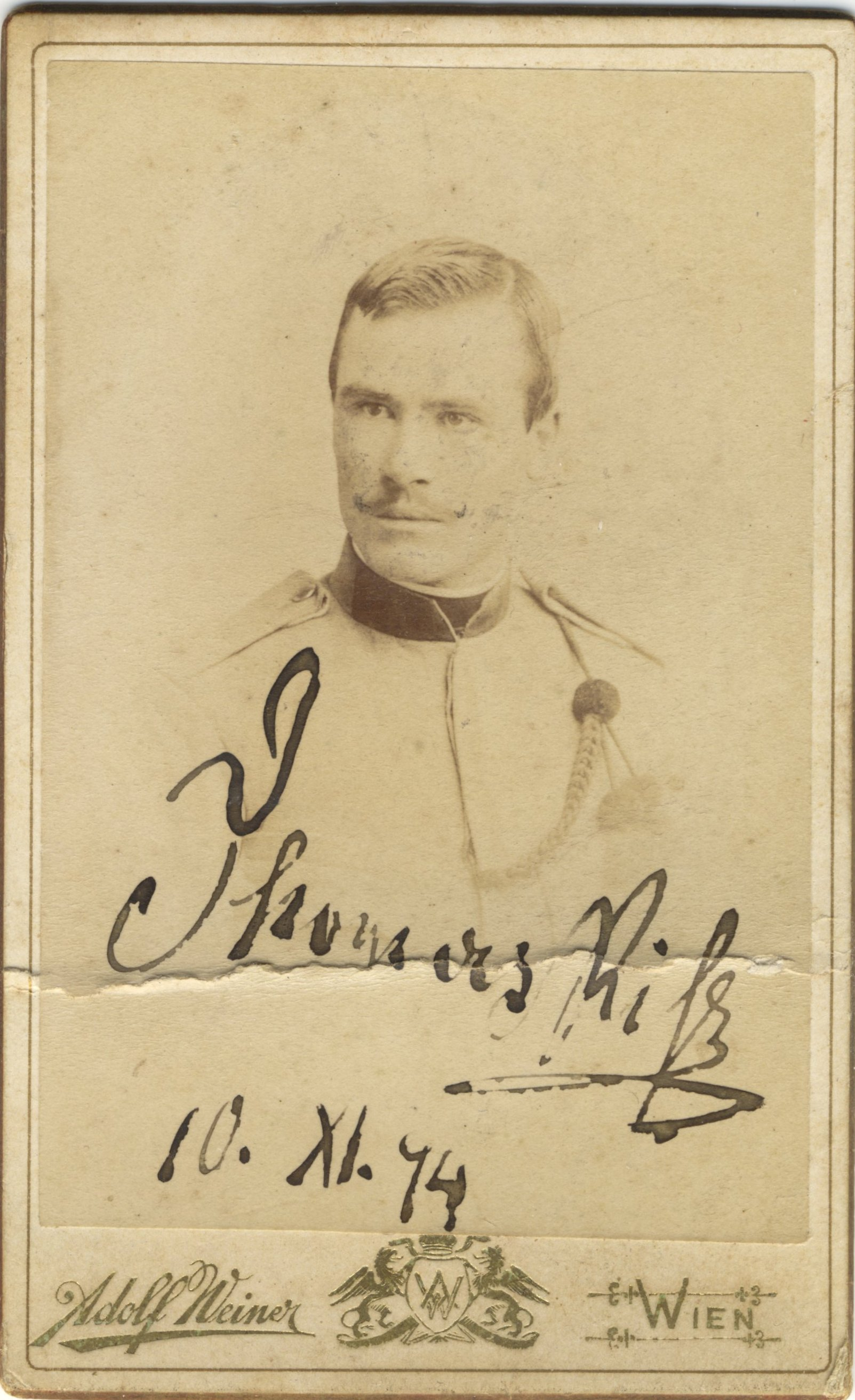
Thomas Riss 1894

## Leben
Nach einem kurzen Aufenthalt in Innsbruck arbeitete Riss mit Anton Colli in Cortina d’Ampezzo, wo er mit Brandmalerei seinen Lebensunterhalt verdiente. Ab 1890 studierte er an der Akademie der Bildenden Künste München, zunächst bei Johann Caspar Herterich und Ludwig von Löfftz, 1892/93 in der Komponierklasse Franz von Defreggers. Nach drei Jahren Militärdienst, die er zum Kopieren alter Meister in den Gemäldegalerien nützte, und einer schweren Krankheit ließ er sich in Meran nieder. Im Ersten Weltkrieg kämpfte er als Standschütze an der Südfront an der Marmolata und war als Kriegsmaler tätig. 1926 übersiedelte er nach Mühlau (seit 1938 ein Stadtteil von Innsbruck), wo er bis zu seinem Tod 1959 lebte.
Riss schuf Porträts und Landschaftsbilder mit Tiroler Motiven, daneben auch religiöse Bilder. Das Porträt eines amerikanischen Ehepaars führte zu einer Einladung in die USA, wo er große Erfolge feierte und mit dem Gemälde Der alte Arbeiter auf der Weltausstellung 1904 in St. Louis eine Goldmedaille errang. Porträts der Tiroler Standschützen, als Postkarten gedruckt, machten ihn berühmt. Wohl unmittelbar nach dem Anschluss Österreichs schuf er ein Porträt von Adolf Hitler, das diesen als Feldherrn darstellt. Werke von Thomas Riss finden sich unter anderem im Stadtmuseum Meran und im Tiroler Landesmuseum Ferdinandeum in Innsbruck. Zu seinen Lebzeiten gefeiert und mit Franz von Defregger und Albin Egger-Lienz verglichen, geriet er nach seinem Tod schnell in Vergessenheit.

## Ehrungen
Thomas Riss wurde mit dem Österreichischen Verdienstkreuz für Kunst und Wissenschaft und dem Ehrenzeichen des Landes Tirol ausgezeichnet. Er erhielt den Berufstitel Professor und 1956 den Ehrenring der Stadt Innsbruck. Die an seinem ehemaligen Wohnhaus in Mühlau vorbeiführende Straße wurde Thomas-Riss-Weg benannt. Seine Heimatgemeinde Stams verlieh ihm die Ehrenbürgerwürde und benannte ebenfalls einen Weg nach ihm.